# 波叶凤尾蕨
波叶凤尾蕨（学名：Pteris undulatipinna）为凤尾蕨科凤尾蕨属下的一个种。

## 扩展阅读
- 維基物種上的相關：波叶凤尾蕨